# Annie Campbell-Orde
Pour les articles homonymes, voir Campbell.
Annie Grace Campbell-Orde, née le 5 octobre 1995 à Wells,, est une rameuse britannique.

## Carrière
Elle débute l'aviron lors de son arrivée à l'université de Loughborough.
En 2023, elle fait partie de l'équipage de huit qui termine 4e des Championnats du monde, qualifiant le bateau pour les Jeux de 2024. Lors du dernier jour des compétitions d'aviron aux Jeux olympiques d'été de 2024, elle remporte avec l'équipage britannique la médaille de bronze en huit.